# Amangieldy Żapparow
Amangieldy Tuleutajewicz Żapparow (ros. Амангельды Тулеутаевич Жаппаров; ur. 23 maja 1964) – radziecki zapaśnik startujący w stylu wolnym.
Trzeci w Pucharze Świata w 1984. Mistrz świata młodzieży w 1983 roku.